# Сколевские Бескиды (национальный парк)
Национальный природный парк «Сколевские Бескиды» (укр. «Сколівські Бескиди») — национальный природный парк, расположенный на территории Львовской области Украины. Парк охватывает бассейны рек Стрый и Опир, и занимает площадь 35 261 га, из которых 24 639,3 переданы парку в постоянное пользование.

## География
Парк расположен в пределах массива Сколевских Бескидов и занимает его северную часть. Абсолютные высоты на территории парка — от 600 до 1200 м. Преобладают ландшафтные комплексы крутосклонного эрозионного денудационного лесистого высокогорья.
На юго-западе хребет Сколевских Бескидов граничит с хребтом Парашки, с наивысшей точкой (гора Парашка) 1268 м. Внутренняя часть Сколевских Бескидов граничит с Стыйско-Сянской верховиной.
На территории парка на реке Большая Речка расположен водопад Гуркало.
На территории парка находится государственный историко-культурный заповедник «Тустань».
На территории парка проводится ежегодный международный молодёжный лагерь «Зелемин» (ММЛ «Зелемин»).

## История создания
Национальный парк «Сколевские Бескиды» создан Указом Президента Украины от 11 февраля 1999 года № 157 на базе Сколевского лесного заказника общегосударственного значения (создан в 1983 г. с целью охраны коренных пихтово-буковых и буковых лесов) и части территории ландшафтного заказника общегосударственного значения «Зелемень» и ландшафтного заказника местного значения «Майдан», а также заповедных урочищ «Дубинское», «Сопит», «Журавлиное».